# Polskie Stowarzyszenie Studentów i Absolwentów Psychologii
Polskie Stowarzyszenie Studentów i Absolwentów Psychologii (PSSiAP) – istniejące od 1997 r. polskie stowarzyszenie, którego misją jest integracja środowiska studentów psychologii i psychologów, upowszechnianie wiedzy psychologicznej oraz działanie na rzecz rozwoju społeczeństwa. Aktualnie w Stowarzyszeniu działa 6 biur w następujących miastach: Kraków, Lublin, Łódź, Poznań, Warszawa, Wrocław. 

## Historia
Stowarzyszenie powstało w 1997 roku (zarejestrowane w 1998) w Warszawie. Idea, która narodziła się na Uniwersytecie Warszawskim, szybko przyciągnęła studentów ze Szkoły Wyższej Psychologii Społecznej i uniwersytetów: Łódzkiego, Wrocławskiego i Jagiellońskiego. Wkrótce na terenie całego kraju zaczęły powstawać jednostki regionalne.
Zjazd założycielski w Korbielowie skupił młodych adeptów psychologii, którzy pragnęli integracji środowiska młodych psychologów z całej Polski umożliwiającej wymianę myśli, poglądów i wyników badań, realizację ogólnopolskich projektów.
Od 1998 Stowarzyszenie jest członkiem Europejskiej Federacji Stowarzyszeń Studentów Psychologii (EFPSA).

## Struktura
Władzę zwierzchnią w Polskim Stowarzyszeniu Studentów i Absolwentów Psychologii sprawuje zwoływane dwa razy do roku (na kolejnych zjazdach) Walne Zgromadzenie Członków, które drogą głosowania decyduje w sprawie najważniejszych dla działalności Stowarzyszenia kwestiach. Nadzór nad działalnością ogólnopolską sprawuje Zarząd Główny (który na każdym Walnym Zgromadzeniu Członków składa sprawozdanie ze swojej działalności) na czele z Przewodniczącym. W skład Zarządu Głównego wchodzi także wiceprzewodniczący ds. finansowych, sekretarz oraz do dwóch wiceprzewodniczących (obecnie – ds. PR oraz ds. HR). Przy Zarządzie Głównym pracuje także trzyosobowa Komisja Rewizyjna.
Zarząd Główny wybrany 16 listopada 2024 roku:
- Przewodniczący- Mahavir Iwanowski
- W-ce przewodnicząca ds. finansowych - Aneta Peichert
- Sekretarz - Wiktoria Kostrzewa
- W-ce przewodniczący ds. HR - Krystian Grabowski
- W-ce przewodnicząca ds. PR - Weronika Bednarz

Działające biura w 2024 roku:
- Biuro w Krakowie[2]
- Biuro w Lublinie[3]
- Biuro w Łodzi[4]
- Biuro w Poznaniu[5]
- [6]Biuro Warszawa
- Biuro we Wrocławiu[7]

## Działania
Polskie Stowarzyszenie Studentów i Absolwentów Psychologii działa intensywnie na polu naukowym, społecznym i kulturalnym od początku swojego istnienia. Na przestrzeni kilkunastu lat swojej działalności angażowało się w organizację wielu imprez naukowych, zarówno o lokalnym, jak i ogólnopolskim zasięgu.
Od marca 2012 wydaje również „Inspiracje Psychologiczne”, magazyn informacyjno-naukowy, dotyczący aktywności poszczególnych biur oraz szeroko rozumianej psychologii.

### Zjazdy i Zloty
1. Korbielów (1997)
2. Święta Katarzyna (1998)
3. Rytro – jesień 1999
4. Rytro – lato 2000
5. Głuchołazy – wiosna 2001
6. Łomnica – lato 2001
7. Runowo – wiosna 2002
8. Karolinów – jesień 2002
9. Kazimierz Dolny – wiosna 2003
10. Kiekrz – jesień 2003
11. Łódź – jesień 2008
12. Poznań – wiosna 2009
13. Władysławowo – jesień 2009
14. Góra Świętej Anny – wiosna 2010
15. Warszawa – jesień 2010
16. Borowice – wiosna 2011
17. Rochna – jesień 2011
18. Poznań i Ciążeń – wiosna 2012
19. Warszawa – jesień 2012
20. Stegna – wiosna 2013
21. Wrocław – jesień 2013
22. Łódź – wiosna 2014

Ostatni Zlot Stowarzyszenia odbył się w listopadzie 2021 roku we Wrocławiu. Kolejny Zlot odbędzie się w Poznaniu.